# Läägi
Koordinaten: 58° 24′ N, 22° 2′ O
Läägi ist ein Dorf (estnisch küla) auf der größten estnischen Insel Saaremaa. Es gehört zur Landgemeinde Saaremaa (bis 2017: Landgemeinde Kihelkonna) im Kreis Saare.
Das Dorf hatte 2011 vier Einwohner (Stand 31. Dezember 2011).